# Банатска окућница у Долову
Банатска окућница у Долову, насељеном месту на територији града Панчева, типична је сеоска окућница јужног Баната која се састоји из главног дворишта, економског дворишта и баште и представља непокретно културно добро као споменик културе.
Башта се налази у дубини дворишта и користи се за узгој воћа, поврћа и виноград. У економском дворишту се налазе објекти потребни за гајење домаћих животиња. Двориште је правоугаоног облика, организовано око дрвета ораха. Ту се налази стара кућа, нова кућа, амбар, вински подрум, чардак за кукуруз, штала за коње и други помоћни објекти. Ова окућница сведочи о организацији станишта и начину привређивања на југу Баната у дужем историјском периоду.
У главном дворишту налази се неколико значајних обејката који имају споменичка својства. Највреднији објекат је „стара кућа” која је, према породичном предању, саграђен у 18. веку. Неки аутори прецизно датују кућу у 1763. годину, док други сматрају да потиче из прве половине 19. века. На таванској греди урезано је 49 Г К, што не сведочи јасно о времену изградње. Кућа свакако припада типу куће који се на овим просторима подизао у континуитету готово три века. Типолошки припада традиционалној војвођанској кући „на бразду” троделне основе коју повезује трем (конк).
У дугом историјском периоду постојања кућа је преживела бројне трансформације које сведоче о развоју стамбене културе. „Нова кућа” је подигнута 1903. године са фасадом у еклектичком стилу и припада типу „уз пут”. Представља развијену – сеоску кућу, богато декорисану молерајем и опремљену великим бројем намештаја са почетка 20. века. Поред кућа, у првом дворишту налазе се и економске зграде (амбари, житни магацин, штале, бунар). Посебно је интересантан невелики „вински подрум”. Подрум је укопан у земљу израђен од цигле старог формата и засвођен.